# فرانك كلارك (ممثل)
فرانك كلارك (بالإنجليزية: Frank Clark)‏ مواليد 22 ديسمبر 1857 في سينسيناتي، الولايات المتحدة - الوفاة 10 أبريل 1945 في لوس أنجلوس، الولايات المتحدة، هو ممثل أمريكي بدأ مسيرته الفنية سنة 1911. ظهر في قرابة 197 فيلما. من أعماله سجادة من بغداد. امتدت مسيرته الفنية لأكثر من 27 عاما.

## روابط خارجية
- فرانك كلارك على موقع IMDb (الإنجليزية)
- فرانك كلارك على موقع أول موفي (الإنجليزية)
- فرانك كلارك على موقع قاعدة بيانات برودواي على الإنترنت (الإنجليزية)
- فرانك كلارك على موقع قاعدة بيانات الفيلم (الإنجليزية)
- فرانك كلارك على موقع كينوبويسك (الروسية)